# مهدی‌آباد (نوبندگان)
مهدی‌آباد روستایی در دهستان نوبندگان بخش نوبندگان شهرستان فسا استان فارس ایران است.

## جمعیت
بر پایه سرشماری عمومی نفوس و مسکن در سال ۱۳۹۵ جمعیت این روستا ۳۲۸ نفر (۸۹خانوار) بوده‌است.